# Хитови (1994)
Хитови е вторият компилационен албум на Цеца, издаден през 1994 година от PGP RTB. Съдържа 10 песни от периода 1988-1993 г.

## Песни
1. Шта је то у твојим венама
2. Жарила сам жар
3. Бабарога
4. Ципелице
5. Пустите ме да га видим
6. Кукавица
7. Заборави
8. Цветак зановетак
9. Другарице, проклетнице
10. То, Мики